# I Am Not a Human Being
I Am Not a Human Being is het achtste studioalbum van rapper Lil Wayne, het album werd als download uitgebracht op 27 september 2010 en op 12 oktober kwam de gewone versie van de cd uit. Het album kwam in de Amerikaanse Billboard Hot 200 binnen op de tweede plaats.

## Singles
De eerste single van het album werd het nummer "Right Above It featuring Drake. Het nummer kwam in de Verenigde Staten binnen op plaats zes. Op woensdag 20 oktober 2010 heeft het album de eerste plaats bereikt.

## Tracklist
1. Gonorrhea (featuring Drake)
2. Hold Up (featuring T-Streets)
3. With You (featuring Drake)
4. I Am Not a Human Being
5. I'm Single
6. What's Wrong With Them (featuring Nicki Minaj)
7. Right Above It (featuring Drake)
8. Popular (featuring Lil Twist)
9. That Ain't Me (featuring Jay Sean)
10. Bill Gates

## Trivia
- Het album zou eerst als extended play uitgebracht worden, maar werd achteraf naar albumformaat gezet, omdat er te veel nummers op kwamen te staan.[1]